# 시온주의자 연합
시온주의자 연합(히브리어: המחנה הציוני)은 이스라엘의 중도좌파 정당들의 정당 연합이다.

## 주요 정당
- 이스라엘 노동당
- 하트누아
- 이스라엘 녹색 운동